# K.Flay
Kristine Flaherty (Wilmette, Illinois, SAD, 30. lipnja 1985.), bolje poznata po svom umjetničkom imenu K.Flay, američka je reperica, pjevačica i spisateljica tekstova koja trenutno živi u Stanfordu, Kaliforniji. Svoju glazbenu karijeru započela je 2009. godine kada je objavila svoj prvi miksani album Mashed Potatoes.

## Diskografija
EP-ovi
- K.Flay (2010.)
- Eyes Shut (2011.)

Studijski albumi
- Life as a dog (2014.)

Miksani albumi
- Mashed Potatoes (2009.)
- I Stopped Caring in '96 (2011.)

## Vanjske poveznice
- Službena stranica  Arhivirana inačica izvorne stranice od 17. listopada 2012. (Wayback Machine)